# Gino Giugni
Luigi Giugni, meglio conosciuto col diminutivo di Gino (Genova, 1º agosto 1927 – Roma, 4 ottobre 2009), è stato un politico e giurista italiano che ha ricoperto un ruolo chiave nella stesura dello Statuto dei lavoratori.

## Biografia

### Studi e iscrizione al PSI
Nato nel 1927 a Genova, a soli diciotto anni nel 1945 si iscrive nel Partito Socialista Italiano. Nel 1949 si laurea in giurisprudenza discutendo una tesi intitolata «Dal delitto di coalizione al diritto di sciopero» (relatore Giuliano Vassalli) e, successivamente, si trasferisce negli Stati Uniti per proseguire il suo iter di specializzazione.

### Attività professionale ed accademica
Dopo un breve impiego all'Eni in Italia, ha esercitato la professione di avvocato e ha insegnato Diritto del lavoro presso l'Università di Bari, l'Università di Roma La Sapienza e la LUISS. È stato visiting professor nell'Università di Parigi-Nanterre, nella UCLA di Los Angeles, nell'Università di Buenos Aires e nella Columbia di New York.
Il suo saggio Introduzione allo studio dell'autonomia collettiva (1960) è stato uno dei primi lavori accademici a dare dignità ed autonomia al diritto sindacale.
Ha collaborato col gruppo editoriale Il Mulino e con La Repubblica. 

### Redazione dello Statuto dei lavoratori

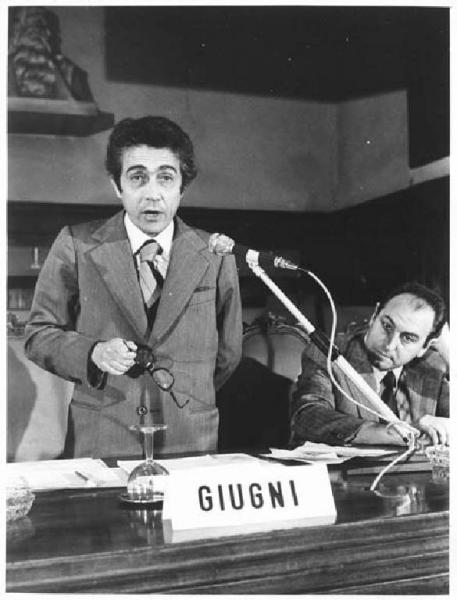
Giugni a un convegno sullo statuto dei lavoratori e il movimento operaio nel 1975

Giugni è ricordato come il "padre" dello Statuto dei lavoratori. Nel 1969 Giacomo Brodolini, ministro del lavoro nel primo governo Rumor, istituì una Commissione nazionale con l'incarico di stendere una bozza dello Statuto dei diritti dei lavoratori. A capo di tale commissione, composta da note personalità, Brodolini mise Giugni, all'epoca solo un professore universitario, seppur già molto noto.
Lo Statuto permise di far entrare la Costituzione italiana nelle fabbriche, nel periodo dell'autunno caldo. Su quel periodo Giugni sostenne:
Giugni è anche stato l'inventore del trattamento di fine rapporto (TFR), riformando il sistema delle liquidazioni dei lavoratori italiani, introducendo una sorta di sistema contributivo.

### Senatore del PSI e bersaglio delle Brigate Rosse
Il 3 maggio 1983, mentre stava camminando a Roma, venne "gambizzato" da una donna, attentato che fu rivendicato dalle Brigate Rosse, e fu anche il primo di un cambio di strategia da parte di quella organizzazione terroristica. Fino ad allora l'organizzazione terrorista aveva colpito il "cuore" dello Stato attraverso i suoi poliziotti, magistrati o alti dirigenti politici; passò invece a prendere di mira i cosiddetti "cervelli" dello Stato (come Giugni, ed in seguito Ezio Tarantelli, Massimo D'Antona e Marco Biagi) ossia l'anello di congiunzione tra le istituzioni e il mondo economico.
Sempre nel 1983 venne eletto senatore nelle liste del Partito Socialista Italiano: fu presidente della Commissione per il lavoro e la sicurezza sociale, e membro della Commissione parlamentare inquirente sulla Loggia Massonica P2.
Alle elezioni politiche del 1987 confermò sia il suo seggio a Palazzo Madama sia la presidenza della Commissione Lavoro.
Nel 1992 fu candidato alla Presidenza della Repubblica per il PSI. L'elezione di Oscar Luigi Scalfaro alla Presidenza della Repubblica fu accelerata dalla strage di Capaci.

### Ministro del Lavoro e della Previdenza Sociale
Dal 1993 al 1994 fu presidente del PSI e nello stesso arco di tempo Ministro del lavoro e della previdenza sociale del governo Ciampi.
Con il Protocollo del luglio 1993 allo Statuto dei lavoratori, ha scritto assieme a Ciampi un importante aggiornamento della normativa sulle relazioni sindacali.
Durante il governo Ciampi venne emanata la legge delega che avrebbe portato alla trasformazione delle casse di previdenza dei liberi professionisti con il D.Lgs. 509/1994.

### Deputato dei Socialisti Italiani e ritorno all'insegnamento
Dopo l'inchiesta "Mani pulite" ed il conseguente disfacimento del PSI, alle elezioni politiche del 1994 viene eletto alla Camera dei deputati tra le file dei Progressisti, e in seguito insieme a Enrico Boselli, Giugni si fa promotore della nascita di una nuova formazione politica chiamata Socialisti Italiani (SI), che nasce il 13 novembre 1994, qualche ora dopo lo scioglimento del PSI.
Negli ultimi anni si allontana dalla politica preferendo l'insegnamento, anche a causa della malattia: già professore ordinario della facoltà di Economia dell'università "La Sapienza" di Roma, si trasferisce presso la facoltà di Giurisprudenza della Luiss (chiamato dall'allora presidente della Luiss e di Confindustria Luigi Abete).

### Militanza nei DS e nello SDI
Nel 1997 viene incaricato da Romano Prodi di indicare le modalità per una possibile nuova riforma dei contratti collettivi. Nello stesso periodo è presente al dibattito su come creare una coalizione di centro-sinistra che si evolva in un unico partito.
In cerca di un partito politico conforme alle sue idee nel 2000 aderisce ai Democratici di Sinistra, per poi uscirne e prendere nel 2005 la tessera dei Socialisti Democratici Italiani, a cui appartiene fino al 2007, quando il partito confluisce nel ricostituito Partito Socialista, a cui egli non partecipa.

### Adesione al Partito Democratico e morte
In seguito aderisce al Partito Democratico e, insieme ad altri personaggi famosi, firma un manifesto in favore della candidatura dell'allora sindaco di Roma Walter Veltroni alle prime primarie del partito.
Al termine della sua autobiografia, La memoria di un riformista, Giugni si augurava:
Giugni muore, all'età di 82 anni, nella notte di domenica 4 ottobre 2009, a Roma, al termine di una lunga malattia.